# Leonowo (gmina Osięciny)
Leonowo – wieś w Polsce położona w województwie kujawsko-pomorskim, w powiecie radziejowskim, w gminie Osięciny.

## Podział administracyjny
W latach 1975–1998 miejscowość administracyjnie należała do województwa włocławskiego. Wieś sołecka – zobacz jednostki pomocnicze gminy w BIP.

## Demografia
Według Narodowego Spisu Powszechnego (III 2011 r.) liczyła 68 mieszkańców. Jest 28. co do wielkości miejscowością gminy Osięciny.

## Historia
Leonowo w XIX wieku wspomniane jest jako folwark w powiecie nieszawskim parafii Radziejowo, rozległy na 185 mórg. W folwarku była olejarnia.

### Korytowo
Wcześniej na terenie wsi Leonowo istniała również wieś Korytowo. Administracyjnie należało do niej jedynie 3 gospodarstwa. Na przełomie lat 50. i 60. XX wieku wieś Korytowo została przyłączona do wsi Leonowo. Starsi mieszkańcy wsi, którzy urodzili się w Korytowie w aktach urodzeniach mają zapisaną nazwę dawnej wsi. Z przekazów ustnych mieszkańców wsi, można dowiedzieć się, iż nazwa Korytowo pochodzi od koryta dawnego strumyka, który podczas obfitej burzy wylewał na tereny wsi Korytowo.